# Taylorsville, Utah
Taylorsville är en stad (city) i Salt Lake County i delstaten Utah i USA. Staden hade 60 448 invånare, på en yta av 28,10 km² (2020). Taylorsville är en förstad till Salt Lake City och inkorporerades 1996 av CDP:n Taylorsville–Bennion samt delar av Kearns.